# François Lyrot
François Jean Hervé de Lyrot (26 août 1732 à Nantes – 23 décembre 1793, à la bataille de Savenay), seigneur de La Patouillère et de La Gibraye, chevalier de Saint-Louis, est un officier militaire royaliste pendant la Guerre de Vendée.

## Biographie

### Avant la chute du roi de France
Les Lyrot sont originaires de l'Anjou et du Poitou. Cette famille est maintenue en sa noblesse par arrêts du Conseil en 1695 et du Parlement en 1777. Les Lyrot portent : D'azur au lion d'argent. La maison de la Brigolière au Loroux-Bottereau est sa propriété.
François Lyrot est le fils de François Lyrot, conseiller au Présidial de Nantes, et de sa femme Marie de Lisle de la Nicollière (petite-fille de Guillaume de Lisle). Son oncle est aussi conseiller du roi au présidial de Nantes. Il épouse Agathe-Marie Joubert de La Jarrie le 11 février 1760 à Saint-Germain-sur-Moine. Il vit au château de La Jarrie, à Saint-Germain-sur-Moine. Du fait de la mort de sa femme le 25 septembre 1768, il est seigneur de La Jarrie, Montigné et Saint-Jean-de-Montfaucon.
Avant la Révolution française, Lyrot est un officier militaire. La plupart des membres de sa famille sont officiers dans la Royale. Lyrot est le premier maire de Saint-Sébastien-sur-Loire de 1790 à 1791.

### Guerre de Vendée

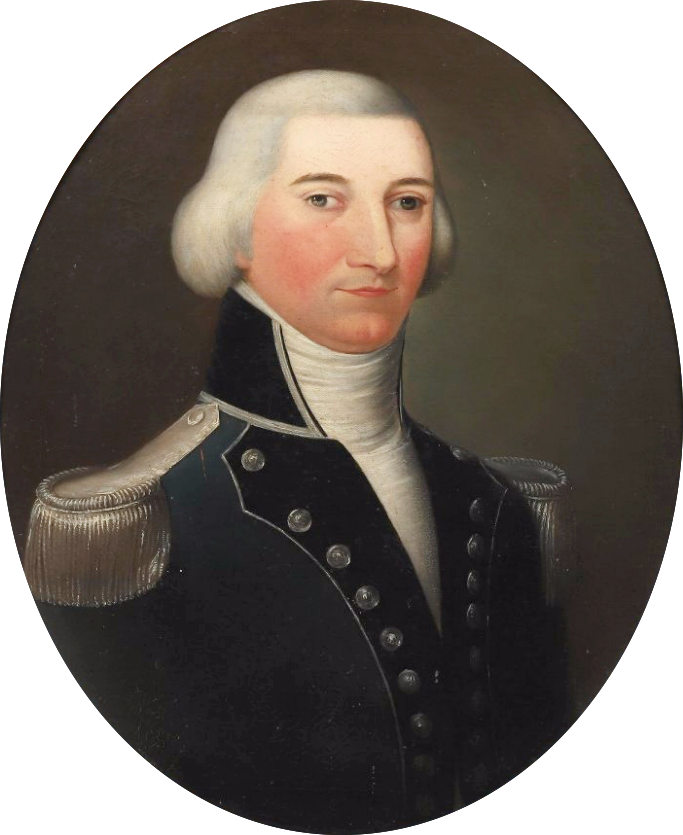
Portrait présumé de François Jean Hervé de Lyrot (1732-1793).

Alors qu'il a presque 61 ans, il prend la tête des mécontents de sa région, se lance dans la révolte et menace Nantes. Dans un premier temps, il est officier dans l'armée de Bonchamps.
En 1793, Lyrot commande les troupes royalistes des environs du Loroux-Bottereau, de Vertou, Vallet, Clisson et Aigrefeuille-sur-Maine. Il s'allie aussi bien avec les troupes de Charette, l'armée du Pays de Retz, qu'avec les troupes de l'armée catholique et royale. Il devient le chef de l'armée du Loroux, forte d'environ 3 000 hommes,.
Constatant la pénurie en armes et en munition des armées contre-révolutionnaires, François de Lyrot fonde une forge à boulets.

#### Bataille de Nantes (29 juin 1793)
François de Lyrot forme les camps de La Louée et de Saint-Julien à deux lieues de Nantes. Entre Nantes et Montaigu, Lyrot et d'Esigny ont trois ou quatre mille hommes. Ils ont à se défendre du côté de Nantes.
Charette doit occuper, avec ses troupes et celles de Lyrot, la rive gauche de la Loire, devant les faubourgs du Pont-Rousseau et de Saint-Jacques. Ils doivent tenir les Républicains sous le feu de leur artillerie, pendant que l’Armée catholique et royale venue par les routes de Rennes, Vannes et Paris, envahira la ville par le nord et l’est.
Le 20 juin, Lyrot tend une embuscade aux troupes de Beysser, essaie de le capturer et lui inflige une défaite. La cavalerie royaliste pourchasse la légion nantaise. Avec 10 000 hommes et douze pièces de canon, Lyrot occupe La Croix-Moriceau.
Le 28 juin, il combat aux côtés de Charette et ses troupes attaquent le poste de Saint-Jacques et la Porte de Rennes. Lyrot veut à tout prix prendre le faubourg Saint-Jacques . Le 29 juin, vers quatre heures, Lyrot, avec 5 000 hommes environ, prend position au poste de Saint-Jacques. À sept heures du matin, les deux chefs vendéens n’ont toujours aucune nouvelle des autres armées et aucun bruit de canon ne se fait entendre au nord et à l’est de la Loire. Ils sont seuls et décident de ralentir le feu.
Quelques heures plus tard, alors que Charette et Lyrot ont ralenti le feu, Bonchamps et ses 8 000 hommes arrivent par la route de Paris, en vue du faubourg Saint-Donatien. Le combat est violent, mais les Vendéens avancent et arrivent en vue de la cathédrale Saint-Pierre. Bonchamps n’entend pas, lui non plus, les canons de d'Elbée et Cathelineau. 
Nantes n'est pas prise, car sa situation géographique est particulière : son fleuve (la Loire) et ses deux rivières (la Sèvre nantaise et l'Erdre) la protègent. Au sud, Charette ne peut faire la jonction avec Lyrot, les deux armées étant séparées par la Sèvre nantaise. Les bateaux que Lyrot avait préparés pour franchir la rivière sont coulés. Ils ne peuvent donc unir leurs forces contre l'artillerie de Beysser et du général Boisguillon. Ils n'ont pas eu connaissance du combat de Nort-sur-Erdre et du retard de leur armée, car ils en sont séparés par la Loire. Aucun messager ne traverse le fleuve.
Tout comme Charette, Lyrot commence à ordonner le retrait de ses troupes vers Ancenis.

#### Virée de Galerne (18 octobre-23 décembre 1793)

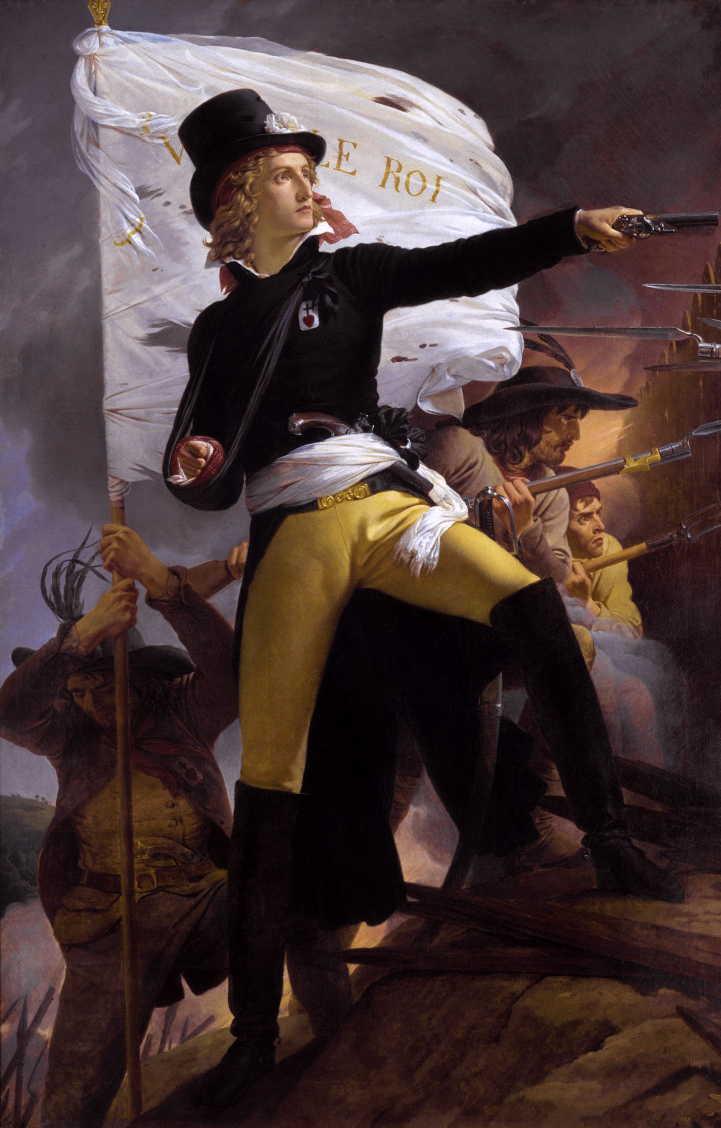
Henri de La Rochejaquelein, généralissime pendant la Virée de Galerne.

La Virée de Galerne est une campagne militaire de la Guerre de Vendée pendant la Révolution française qui se déroule dans le Maine, en Bretagne et en Normandie. 
Au mois de septembre 1793, conjointement avec d'Elbée et Bonchamps, François de Lyrot attaque les troupes du général Canclaux, près de Clisson. Ils forcent les Républicains à la retraite et leurs soldats massacrent un nombre important de blessés se retrouvant à l'arrière des fuyards.
À la bataille de Cholet, au mois d'octobre 1793, d'Elbée et Bonchamps, blessés et encerclés par leurs ennemis, sont sauvés par François de Lyrot, qui protège un peu la fuite des Vendéens et relève les blessés.
C'est alors que débute le long périple de l'armée vendéenne qui, ayant traversé la Loire après la défaite de Cholet le 17 octobre 1793, se rend à Granville dans l'espoir d'y trouver des renforts en provenance d'Angleterre. Le généralissime d'Elbée ayant été blessé à Cholet, c'est Henri de La Rochejaquelein qui, à 21 ans, est choisi pour le remplacer. Ce dernier est secondé par Stofflet, Talmont, Lyrot, Fleuriot et Bernard de Marigny. L'armée vendéenne est accompagnée de 30 000 à 60 000 non-combattants : blessés, vieillards, prêtres, femmes et enfants. Leur armée compte 40 000 soldats, bientôt rejoints par environ 10 000 Chouans menés par Jean Cottereau, Georges Cadoudal et Aimé du Boisguy.
La petite troupe de Lyrot, dans le Bas-Poitou, mène une guerre presque constamment défensive, alors que l'armée royale fonce sur la Manche et se ravitaille en armes et en munitions. N'ayant pu prendre Granville, en octobre, l'armée vendéenne se replie vers Savenay, où elle se retrouve le 23 décembre 1793.
Au mois de novembre, Lyrot est nommé général en second des armées contre-révolutionnaires. Il se replie avec les survivants de sa division, mais est rejoint par des paysans de la Basse-Vendée. Un peu avant cela, il est également nommé membre du Conseil national supérieur des armées vendéennes.

#### Bataille de Savenay
En décembre 1793, l'armée de Lyrot attaque victorieusement la ville Ancenis. Les Vendéens la quittent et parviennent, le 21 décembre (1er nivôse), à Savenay, que Lyrot fait aussitôt fortifier.
Le 23 décembre 1793, la bataille s'engage à l'aube, mais à la surprise générale, ce sont les Vendéens et les Chouans qui lancent l'attaque dans le but de reprendre le bois de Touchelais pour briser l'encerclement. Cette attaque, dirigée par Lyrot, est couronnée de succès. La première ligne de grenadiers se replie en laissant derrière elle deux canons et quarante prisonniers. Aussitôt, Kléber lance la contre-attaque à la tête du régiment de gendarmes qui charge à la baïonnette et force les Vendéens à reculer jusqu'aux portes de Savenay.  
Pendant ce temps, sur la place de l'église, les Républicains s'emparent de la batterie qu'ils retournent contre les Vendéens. Ceux-ci, poursuivis par les Républicains, se replient alors hors de Savenay et se rallient à l'ouest de la ville. Les Vendéens prennent alors leurs deux derniers canons et tentent de couvrir la fuite des blessés et des non-combattants. Lors de cet engagement, Lyrot est tué, percé de coups. 
François de Lyrot n'a été général que quelques mois. D'après Joseph et Louis-Gabriel Michaud, « C'était un homme doux, vertueux et digne de vivre dans de meilleurs temps. »
En février 2015, le rond-point Lyrot-de-La-Patouillière à Saint-Sébastien-sur-Loire a été baptisé en son honneur et inauguré par le sénateur-maire Joël Guerriau.